# 1771
Il 1771 (MDCCLXXI in numeri romani) è un anno  del XVIII secolo.

## Eventi
- 2 gennaio – Viene aperta la prima Normalschule (detta anche Musterschule) a Vienna.
- Il farmacista svedese Karl Wilhelm Scheele scopre l'ossigeno.
- La prima edizione dell'Encyclopædia Britannica viene completata.
- Eruzione effusiva del Vesuvio.
- 15-17 settembre: a Mosca, rivolta causata da un'epidemia di peste.
- 17 ottobre – L'Ascanio in Alba di Wolfgang Amadeus Mozart su libretto di Giuseppe Parini è messo per la prima volta in scena al Regio Teatro Ducale di Milano.
- Vengono aperti al pubblico i Musei Vaticani.

## Nati

### Gennaio
- 1º gennaio - Georges Cadoudal, generale francese († 1804)
- 1º gennaio - Charles Joseph de Raigecourt, generale francese († 1860)
- 10 gennaio - Pierre Louis Jean Casimir de Blacas, antiquario e diplomatico francese († 1839)
- 14 gennaio - Eugenio Michitelli, architetto e ingegnere italiano († 1826)
- 14 gennaio - Jean Reynier, generale francese († 1814)
- 17 gennaio - Charles Brockden Brown, scrittore statunitense († 1810)
- 19 gennaio - Alessandro Michaud de Beauretour, generale e nobile italiano († 1841)
- 20 gennaio - Cornelia Rossi Martinetti, nobile italiana († 1867)
- 20 gennaio - Roman Sebastian Zängerle, vescovo cattolico tedesco († 1848)
- 29 gennaio - Jacopo Bonfadini, filosofo italiano († 1835)
- 30 gennaio - George Bass, chirurgo, navigatore e esploratore britannico († 1803)
- 30 gennaio - Jorge Tadeo Lozano, politico colombiano († 1816)

### Febbraio
- 18 febbraio - Emanuele Taddei, tipografo e giornalista italiano († 1839)
- 22 febbraio - Vincenzo Camuccini, pittore e restauratore italiano († 1844)
- 24 febbraio - Johann Baptist Cramer, pianista, compositore e editore inglese († 1858)
- 27 febbraio - Ercole Gasparini, architetto italiano († 1829)

### Marzo
- 3 marzo - Paul Dermoncourt, generale francese († 1847)
- 5 marzo - Wilhelm Daniel Joseph Koch, medico e botanico tedesco († 1849)
- 9 marzo - Henry Clinton, generale e politico britannico († 1829)
- 10 marzo - Friedrich Creuzer, filologo e archeologo tedesco († 1858)
- 14 marzo - Józef Chłopicki, generale polacco († 1854)
- 16 marzo - Friedrich Jacob Bast, diplomatico e grecista francese († 1811)
- 16 marzo - Antoine-Jean Gros, pittore francese († 1835)
- 18 marzo - Modesto Farina, vescovo cattolico italiano († 1856)
- 19 marzo - Giuseppe Grabinski, ufficiale polacco († 1843)
- 21 marzo - Jacob Sturm, incisore tedesco († 1848)
- 22 marzo - Johann Heinrich David Zschokke, politico, scrittore e storico svizzero († 1848)

### Aprile
- 2 aprile - Heinrich Christoph Kolbe, pittore tedesco († 1836)
- 3 aprile - Hans Nielsen Hauge, predicatore, scrittore e imprenditore norvegese († 1824)
- 3 aprile - Cristoforo Riva, avvocato, politico e nobile italiano
- 7 aprile - Fra Diavolo, brigante e militare italiano († 1806)
- 8 aprile - William Rabun, politico statunitense († 1819)
- 13 aprile - Frans Adam van der Duyn van Maasdam, politico olandese († 1848)
- 13 aprile - Richard Trevithick, inventore e ingegnere britannico († 1833)
- 15 aprile - Nicolas Chopin, insegnante francese († 1844)
- 15 aprile - Karl Philipp Schwarzenberg, feldmaresciallo austriaco († 1820)
- 20 aprile - Népomucène Lemercier, poeta e drammaturgo francese († 1840)
- 23 aprile - Gerhard von Hosstrup, banchiere tedesco († 1851)
- 24 aprile - Alessandro Federico di Württemberg, nobile e militare tedesco († 1833)
- 27 aprile - Jean Rapp, generale francese († 1821)
- 29 aprile - Pierre-François Bouchard, ufficiale francese († 1822)

### Maggio
- 1º maggio - Leonardo Manin, letterato e numismatico italiano († 1853)
- 6 maggio - Francesco Sivori, ammiraglio italiano († 1830)
- 8 maggio - José Miguel de Carvajal-Vargas, ufficiale spagnolo († 1828)
- 8 maggio - Mateli Magdalena Kuivalatar, cantante finlandese († 1846)
- 11 maggio - Laskarina Bouboulina, patriota greca († 1825)
- 14 maggio - Lucio Caracciolo, generale e nobile italiano († 1833)
- 14 maggio - Robert Owen, inventore, imprenditore e sindacalista britannico († 1858)
- 14 maggio - Thomas Wedgwood, scienziato e inventore britannico († 1805)
- 16 maggio - Agostino Chigi Albani della Rovere, V principe di Farnese, principe italiano († 1855)
- 19 maggio - Hendrik George de Perponcher Sedlnitsky, diplomatico e generale olandese († 1856)
- 19 maggio - Rahel Varnhagen, scrittrice tedesca († 1833)
- 22 maggio - Giuseppe Serra di Cassano, V duca di Cassano, nobile, politico e rivoluzionario italiano († 1837)
- 24 maggio - Federico d'Assia-Kassel, nobile e generale danese († 1845)
- 25 maggio - Henry James Brooke, mineralogista e cristallografo inglese († 1857)
- 25 maggio - Johann Christian Rosenmüller, anatomista tedesco († 1820)
- 30 maggio - Joseph Antoine Aréna, politico francese († 1801)

### Giugno
- 3 giugno - Charles Bernard Desormes, medico e chimico francese († 1862)
- 5 giugno - Ernesto Augusto I di Hannover, re († 1851)
- 6 giugno - George Clinton Jr., politico statunitense († 1809)
- 6 giugno - Gaetano Marré, giurista italiano († 1825)
- 12 giugno - Giuseppe Fantaguzzi, pittore e disegnatore italiano († 1837)
- 13 giugno - Paolo Costa, poeta e filosofo italiano († 1836)
- 18 giugno - Justo Figuerola, politico peruviano († 1854)
- 19 giugno - Joseph Diaz Gergonne, matematico francese († 1859)
- 20 giugno - Hermann von Boyen, politico e generale prussiano († 1848)
- 20 giugno - Giovanni Vicini, politico e giurista italiano († 1845)
- 24 giugno - Eleuthère Irénée du Pont, chimico e imprenditore francese († 1834)
- 27 giugno - Alexandre Digeon, generale, politico e nobile francese († 1826)
- 29 giugno - Pëtr Andreevič Šuvalov, ufficiale russo († 1808)

### Luglio
- 1º luglio - Ferdinando Paër, compositore italiano († 1839)
- 3 luglio - Cristina Boyer, nobile francese († 1800)
- 4 luglio - Martín Rodríguez, politico argentino († 1845)
- 6 luglio - Jöns Svanberg, scienziato e religioso svedese († 1851)
- 7 luglio - Luisa Augusta di Danimarca, principessa danese († 1843)
- 10 luglio - Antonio Maria Cadolini, nobile e cardinale italiano († 1851)
- 11 luglio - Carolina Amalia di Assia-Kassel, nobildonna († 1848)
- 12 luglio - Maffeo Barberini Colonna di Sciarra, VII principe di Carbognano, nobile italiano († 1849)
- 14 luglio - Karl Asmund Rudolphi, fisiologo, zoologo e biologo svedese († 1832)
- 28 luglio - Jean Emile Humbert, militare e archeologo olandese († 1839)

### Agosto
- 1º agosto - Johann Philipp Achilles Leisler, naturalista tedesco († 1813)
- 6 agosto - Jean Baptiste Alexandre Strolz, generale e politico francese († 1841)
- 7 agosto - Pietro Fea, pittore italiano († 1842)
- 8 agosto - Ernesto Costantino d'Assia-Philippsthal, nobile († 1849)
- 8 agosto - Bernardo Ripa di Meana, nobile italiano († 1830)
- 12 agosto - Haden Edwards, statunitense († 1849)
- 15 agosto - Walter Scott, scrittore e poeta scozzese († 1832)
- 22 agosto - Henry Maudslay, inventore e imprenditore britannico († 1831)
- 24 agosto - Georg Friedrich von Reichenbach, fisico e ingegnere tedesco († 1826)
- 25 agosto - Maria Emilia Fagnani Seymour-Conway, nobildonna inglese († 1856)
- 26 agosto - Carolina Luisa di Assia-Homburg, principessa tedesca († 1854)
- 27 agosto - Josef Kalasanz von Erberg, storiografo, scrittore e botanico sloveno († 1843)

### Settembre
- 1º settembre - Christian Christoph Clam-Gallas, nobile e mecenate boemo († 1838)
- 1º settembre - Giulio Strassoldo di Sotto, militare austriaco († 1830)
- 5 settembre - Carlo d'Asburgo-Teschen, feldmaresciallo e scrittore austriaco († 1847)
- 11 settembre - Mungo Park, esploratore scozzese († 1806)
- 12 settembre - Antoine André Louis Reynaud, matematico francese († 1844)
- 16 settembre - Ivan Alekseevič Gagarin, politico, nobile e militare russo († 1832)
- 20 settembre - Gaetano Cattaneo, numismatico e poeta italiano († 1841)
- 21 settembre - François-Joseph-Philippe de Riquet, nobile francese († 1843)
- 23 settembre - Kōkaku, imperatore giapponese († 1840)
- 25 settembre - Cosmo Maria De Horatiis, medico italiano († 1850)
- 25 settembre - Nikolaj Nikolaevič Raevskij, generale russo († 1829)
- 27 settembre - Hyacinthe Hervouët de La Robrie, generale francese († 1832)
- 29 settembre - Charles Dupaty, scultore francese
- 29 settembre - Michał Piwnicki, vescovo cattolico polacco († 1845)

### Ottobre
- 1º ottobre - Pierre Baillot, violinista e compositore francese († 1842)
- 1º ottobre - Michail Andreevič Miloradovič, generale russo († 1825)
- 6 ottobre - Jeremiah Morrow, politico statunitense († 1852)
- 9 ottobre - Sewrin, drammaturgo e librettista francese († 1853)
- 9 ottobre - Federico Guglielmo di Brunswick, principe e generale prussiano († 1815)
- 11 ottobre - Étienne Estève, generale francese († 1844)
- 13 ottobre - Johann Fischer von Waldheim, entomologo e paleontologo tedesco († 1853)
- 14 ottobre - Antonio Tonduti de l'Escarène, militare e politico italiano († 1856)
- 17 ottobre - Ambrogio Bianchi, cardinale italiano († 1856)
- 21 ottobre - William Montagu, V duca di Manchester, nobile, ufficiale e politico inglese († 1843)
- 23 ottobre - Jean-Andoche Junot, generale francese († 1813)
- 24 ottobre - Juan Francisco Marco y Catalán, cardinale spagnolo († 1841)
- 27 ottobre - William Ramsay, I barone di Panmure, politico scozzese († 1852)
- 29 ottobre - Dmitrij Vladimirovič Golicyn, principe e generale russo († 1844)

### Novembre
- 4 novembre - Charles Antoine Liébault, militare francese († 1811)
- 4 novembre - James Montgomery, poeta scozzese († 1854)
- 6 novembre - Alois Senefelder, inventore e commediografo austriaco († 1834)
- 10 novembre - Charlotte Vanhove, attrice teatrale francese († 1860)
- 11 novembre - Maria Maddalena Frescobaldi, nobile italiana († 1839)
- 14 novembre - Marie François Xavier Bichat, chirurgo e fisiologo francese († 1802)
- 15 novembre - Jean Charles Abbatucci, generale francese († 1796)
- 21 novembre - Luigi Maria Richieri di Montichieri, generale italiano († 1835)
- 22 novembre - Pasquale Andreoli, pioniere dell'aviazione italiano († 1837)
- 22 novembre - Heinrich Christian Funck, botanico tedesco († 1839)
- 23 novembre - Neri Corsini, diplomatico e politico italiano († 1845)
- 28 novembre - Valerian Aleksandrovič Zubov, generale russo († 1804)
- 29 novembre - Pietro Custodi, storico, letterato e politico italiano († 1842)

### Dicembre
- 14 dicembre - Regina Josepha von Siebold, medica tedesca († 1849)
- 16 dicembre - Jean Broc, pittore francese († 1850)
- 19 dicembre - Charles Ellis, I barone Seaford, politico inglese († 1845)
- 19 dicembre - Nicolas Joseph Maison, generale francese († 1840)
- 23 dicembre - Giuseppe Frank, medico e patologo tedesco († 1842)
- 25 dicembre - Luigi Natale Vernazzi, orafo italiano († 1836)
- 25 dicembre - Charles Athanase Walckenaer, naturalista e letterato francese († 1852)
- 25 dicembre - Dorothy Wordsworth, scrittrice e poetessa inglese († 1855)
- 26 dicembre - Julie Clary, nobile francese († 1845)
- 26 dicembre - Heinrich Joseph von Collin, poeta e drammaturgo austriaco († 1811)
- 28 dicembre - João Domingos Bomtempo, pianista, compositore e pedagogo portoghese († 1842)

### Senza giorno specificato
- Carolina Arienti Lattanzi, scrittrice, giornalista e poetessa italiana († 1818)
- Gaetano Bazzi, attore teatrale italiano († 1843)
- Benderli Mehmed Selim Sırrı Pascià, politico ottomano († 1831)
- Antonio Peregrino Benelli, compositore e tenore italiano († 1830)
- Domenico Berra, agronomo e avvocato italiano († 1835)
- Felice Berruti, avvocato e patriota italiano († 1797)
- George Caines, avvocato statunitense († 1825)
- Damià Campeny, scultore spagnolo († 1855)
- Giovanni Luigi De Boni, architetto italiano († 1844)
- Andrea Luigi Degola, compositore italiano († 1862)
- Thomas Douglas, V conte di Selkirk, nobile scozzese († 1820)
- Alessandro Doveri, architetto e ingegnere italiano († 1845)
- Atanasio Echeverría, artista, botanico e naturalista messicano († 1803)
- Alojzy Feliński, scrittore e drammaturgo polacco († 1820)
- Giuseppe Maria Festa, musicista italiano († 1839)
- Salvatore Fighera, compositore italiano († 1832)
- Camilla Filicchi, pittrice italiana († 1848)
- Giuseppe Gazzeri, chimico italiano († 1847)
- Leopoldo Laperuta, architetto italiano († 1858)
- Jean Théophile Leclerc, politico e giornalista francese
- Luigi Manfredini, scultore e medaglista italiano († 1840)
- Giuseppe Marraffino, poeta italiano († 1850)
- Ivan Ivanovič Martinov, botanico e filologo russo († 1833)
- Giovanni Masi, pittore e incisore italiano († 1827)
- Alessandro Moreschi, anatomista italiano († 1826)
- Benedetto Neri, compositore italiano († 1841)
- Philip Nolan, pirata e mercante statunitense († 1801)
- George Perry, naturalista inglese
- Giovanni Putti, scultore italiano († 1847)
- Charles Richardot, fisico francese († 1852)
- Angelo Rizzuto, brigante italiano († 1810)
- Francesco Antonio Rusciani, militare italiano († 1813)
- Gioachino Testa, avvocato e patriota italiano († 1797)
- Thao Suranari, siamese († 1852)
- Elizabeth Vassall, nobildonna inglese († 1845)
- Ioannis Vilaras, scrittore greco († 1823)
- Manuel María de Arjona, scrittore spagnolo († 1820)
- Marc-René de Voyer de Paulmy d'Argenson, politico francese († 1842)

## Morti

### Gennaio
- 2 gennaio - Louis Charles César Le Tellier, generale francese (n. 1695)
- 5 gennaio - John Russell, IV duca di Bedford, politico britannico (n. 1710)
- 10 gennaio - Filippo Maria Pirelli, cardinale e arcivescovo cattolico italiano (n. 1708)
- 11 gennaio - Jean-Baptiste Boyer d'Argens, scrittore e filosofo francese (n. 1704)
- 11 gennaio - Francesco Granata, vescovo cattolico italiano (n. 1701)
- 12 gennaio - Gregorio Bressani, filosofo italiano (n. 1703)
- 14 gennaio - Maria Dorotea di Braganza, principessa portoghese (n. 1739)
- 15 gennaio - Emanuele del Liechtenstein, principe (n. 1700)
- 22 gennaio - Martin Berteau, violoncellista e compositore francese (n. 1691)
- 24 gennaio - Herman Spöring, esploratore, botanico e naturalista finlandese (n. 1733)
- 26 gennaio - Giovanni Battista Negrone, doge (n. 1714)
- 26 gennaio - Sydney Parkinson, naturalista e illustratore scozzese (n. 1745)
- 29 gennaio - Edmond Jean François Barbier, giurista e scrittore francese (n. 1689)
- 29 gennaio - Charles Green, astronomo britannico (n. 1734)
- 31 gennaio - Nicolò Tron, politico, imprenditore e agronomo italiano (n. 1685)

### Febbraio
- 4 febbraio - Thomas Slade, ingegnere britannico (n. 1703)
- 12 febbraio - Adolfo Federico di Svezia, sovrano (n. 1710)
- 16 febbraio - Giuseppe Marchesi, pittore italiano (n. 1699)
- 19 febbraio - Villim Villimovič Fermor, generale russo (n. 1702)
- 20 febbraio - Jean Jacques Dortous de Mairan, astronomo francese (n. 1678)
- 21 febbraio - Filippo Raguzzini, architetto italiano (n. 1690)
- 28 febbraio - Robert Benet de Montcarville, matematico francese (n. 1698)

### Marzo
- 4 marzo - Federico Guglielmo di Brandeburgo-Schwedt, nobile (n. 1700)
- 13 marzo - Carlo Gonzaga, religioso italiano (n. 1692)
- 20 marzo - Louis-Michel van Loo, pittore francese (n. 1707)
- 22 marzo - Gottlieb Wilhelm Rabener, scrittore e poeta tedesco (n. 1714)
- 22 marzo - Raimondo di Sangro, esoterista, inventore e anatomista italiano (n. 1710)
- 24 marzo - William Shirley, politico britannico (n. 1694)
- 26 marzo - Luis Fernández de Córdoba, cardinale e arcivescovo cattolico spagnolo (n. 1696)
- 27 marzo - Filippo Lante Montefeltro della Rovere, IV duca di Bomarzo, nobile italiano (n. 1709)
- 30 marzo - Anton Joseph Hampel, cornista e compositore tedesco (n. 1710)

### Aprile
- 10 aprile - Francesco Saverio di Borbone-Spagna, principe (n. 1757)
- 14 aprile - Laurent Cars, pittore e incisore francese (n. 1699)
- 16 aprile - José Joaquín de Montealegre, diplomatico e politico spagnolo (n. 1698)
- 25 aprile - Levin Adolph von Hake, politico tedesco (n. 1708)
- 29 aprile - Louis Petit de Bachaumont, scrittore francese (n. 1690)

### Maggio
- 7 maggio - Matteo Caraman, arcivescovo cattolico e filologo dalmata (n. 1700)
- 14 maggio - Charles Bruce, V conte di Elgin, nobile scozzese (n. 1732)
- 26 maggio - Zachary Hickes, esploratore britannico (n. 1739)
- 27 maggio - Anthony Ashley-Cooper, IV conte di Shaftesbury, politico e filantropo inglese (n. 1711)
- 30 maggio - Francesco Vandelli, astronomo e matematico italiano (n. 1694)

### Giugno
- 4 giugno - Ferdinando Maria Campani, pittore italiano (n. 1702)
- 8 giugno - George Montagu-Dunk, II conte di Halifax, politico britannico (n. 1716)
- 12 giugno - Johannes Grubenmann, carpentiere svizzero (n. 1707)
- 16 giugno - Luigi di Borbone-Condé, abate francese (n. 1709)
- 17 giugno - Daskalogiannis, armatore greco
- 18 giugno - Jan Matthias Kok, illustratore, incisore e mercante d'arte olandese (n. 1720)
- 23 giugno - Jean-Claude Trial, violinista e compositore francese (n. 1732)
- 25 giugno - Filippo Gentile, vescovo cattolico italiano (n. 1692)

### Luglio
- 12 luglio - Flavio Chigi, cardinale italiano (n. 1711)
- 17 luglio - Aleksej Grigor'evič Razumovskij,  ucraino (n. 1709)
- 20 luglio - Thomas Gray, poeta inglese (n. 1716)
- 22 luglio - Ekaterina Ivanovna Razumovskaja, nobildonna russa (n. 1729)
- 29 luglio - Robert Wallace, religioso e economista scozzese (n. 1697)

### Agosto
- 21 agosto - Alexis Fontaine des Bertins, matematico francese (n. 1704)
- 23 agosto - Almerico Gonzaga, religioso italiano (n. 1686)
- 30 agosto - Carlo Giuseppe Solaro di Govone, politico e generale italiano
- 31 agosto - Ursin Durand, storico e monaco cristiano francese (n. 1682)

### Settembre
- 4 settembre - Frederick Calvert, VI barone Baltimore, nobile inglese (n. 1731)
- 7 settembre - Carlo Mineo, vescovo cattolico italiano (n. 1703)
- 9 settembre - Robert Wood, archeologo e politico britannico (n. 1717)
- 12 settembre - Alessio Simmaco Mazzocchi, presbitero, filologo e biblista italiano (n. 1684)
- 24 settembre - Giovanni Antonio Cucchi, pittore italiano (n. 1690)
- 24 settembre - Johann Eberhard Fischer, storico e linguista tedesco (n. 1697)

### Ottobre
- 9 ottobre - Jan Branicki, nobile e politico polacco (n. 1689)
- 14 ottobre - František Xaver Brixi, compositore e organista ceco (n. 1732)
- 14 ottobre - John Gill, teologo britannico (n. 1697)
- 19 ottobre - Giovanni Conca, pittore italiano
- 21 ottobre - Augusto Giorgio di Baden-Baden, sovrano tedesco (n. 1706)
- 22 ottobre - Charles Nicolas d'Oultremont, vescovo cattolico tedesco (n. 1716)
- 23 ottobre - Giovanni Andrea Balbi, vescovo cattolico dalmata (n. 1692)
- 24 ottobre - Charles Godefroy de La Tour d'Auvergne, nobile francese (n. 1706)
- 25 ottobre - Cristiano Ernesto di Stolberg-Wernigerode, politico e nobile tedesco (n. 1691)
- 27 ottobre - Johann Gottlieb Graun, compositore tedesco (n. 1703)

### Novembre
- 6 novembre - Ahutoru,  tahitiano
- 6 novembre - John Bevis, astronomo e medico britannico (n. 1695)
- 13 novembre - Konrad Ernst Ackermann, attore teatrale e impresario teatrale tedesco (n. 1712)
- 17 novembre - Tobias Smollett, scrittore, storico e traduttore scozzese (n. 1721)
- 18 novembre - Giuseppe de Majo, compositore italiano (n. 1697)
- 26 novembre - William Mosman, pittore scozzese

### Dicembre
- 1º dicembre - Michele Scavo, vescovo cattolico italiano (n. 1705)
- 5 dicembre - Giovanni Battista Morgagni, medico, anatomista e patologo italiano (n. 1682)
- 16 dicembre - Sigismund III von Schrattenbach, arcivescovo cattolico austriaco (n. 1698)
- 18 dicembre - Philip Miller, botanico inglese (n. 1691)
- 23 dicembre - Marie-Marguerite d'Youville, religiosa canadese (n. 1701)
- 26 dicembre - Claude-Adrien Helvétius, filosofo e scrittore francese (n. 1715)
- 27 dicembre - Henri Pitot, ingegnere e fisico francese (n. 1695)
- 29 dicembre - Elena Virginia Balletti, attrice teatrale e poetessa italiana (n. 1686)
- 31 dicembre - Christian Adolph Klotz, filologo classico tedesco (n. 1738)

### Senza giorno specificato
- Efrem II di Gerusalemme, vescovo ortodosso bizantino
- Michel Audran, incisore francese (n. 1701)
- Pietro Auletta, compositore italiano
- Isidoro Chirulli, presbitero italiano (n. 1683)
- Giovanni Battista Cimaroli, pittore italiano (n. 1687)
- Albert Delin, cembalaro fiammingo (n. 1712)
- Marie Anne Doublet, letterata francese (n. 1677)
- Giuseppe Gricci, scultore italiano
- Thomas Jefferys, geografo, cartografo e incisore britannico (n. 1719)
- Johann Heinrich Gottlob von Justi, economista tedesco (n. 1720)
- Dmitrij Jakovlevič Laptev, navigatore e esploratore russo (n. 1701)
- Étienne Mignot, teologo francese (n. 1698)
- Giovanni Tommaso Prunotto, architetto italiano (n. 1700)
- Bartolomeo Rastrelli, architetto italiano (n. 1700)
- Christopher Smart, poeta britannico (n. 1722)
- Andrea Soldi, pittore italiano
- Aleksandr Ivanovič Šuvalov, politico russo (n. 1710)

## Calendario
| Calendario 1771 | Calendario 1771 | Calendario 1771 | Calendario 1771 | Calendario 1771 | Calendario 1771 | Calendario 1771 | Calendario 1771 | Calendario 1771 | Calendario 1771 | Calendario 1771 | Calendario 1771 | Calendario 1771 | Calendario 1771 | Calendario 1771 | Calendario 1771 | Calendario 1771 | Calendario 1771 | Calendario 1771 | Calendario 1771 | Calendario 1771 | Calendario 1771 | Calendario 1771 | Calendario 1771 | Calendario 1771 | Calendario 1771 | Calendario 1771 | Calendario 1771 | Calendario 1771 | Calendario 1771 | Calendario 1771 | Calendario 1771 | Calendario 1771 |
| --------------- | --------------- | --------------- | --------------- | --------------- | --------------- | --------------- | --------------- | --------------- | --------------- | --------------- | --------------- | --------------- | --------------- | --------------- | --------------- | --------------- | --------------- | --------------- | --------------- | --------------- | --------------- | --------------- | --------------- | --------------- | --------------- | --------------- | --------------- | --------------- | --------------- | --------------- | --------------- | --------------- |
|                 | 1               | 2               | 3               | 4               | 5               | 6               | 7               | 8               | 9               | 10              | 11              | 12              | 13              | 14              | 15              | 16              | 17              | 18              | 19              | 20              | 21              | 22              | 23              | 24              | 25              | 26              | 27              | 28              | 29              | 30              | 31              |                 |
| Gennaio         | Ma              | Me              | Gi              | Ve              | Sa              | Do              | Lu              | Ma              | Me              | Gi              | Ve              | Sa              | Do              | Lu              | Ma              | Me              | Gi              | Ve              | Sa              | Do              | Lu              | Ma              | Me              | Gi              | Ve              | Sa              | Do              | Lu              | Ma              | Me              | Gi              |                 |
| Febbraio        | Ve              | Sa              | Do              | Lu              | Ma              | Me              | Gi              | Ve              | Sa              | Do              | Lu              | Ma              | Me              | Gi              | Ve              | Sa              | Do              | Lu              | Ma              | Me              | Gi              | Ve              | Sa              | Do              | Lu              | Ma              | Me              | Gi              |                 |                 |                 |                 |
| Marzo           | Ve              | Sa              | Do              | Lu              | Ma              | Me              | Gi              | Ve              | Sa              | Do              | Lu              | Ma              | Me              | Gi              | Ve              | Sa              | Do              | Lu              | Ma              | Me              | Gi              | Ve              | Sa              | Do              | Lu              | Ma              | Me              | Gi              | Ve              | Sa              | Do              |                 |
| Aprile          | Lu              | Ma              | Me              | Gi              | Ve              | Sa              | Do              | Lu              | Ma              | Me              | Gi              | Ve              | Sa              | Do              | Lu              | Ma              | Me              | Gi              | Ve              | Sa              | Do              | Lu              | Ma              | Me              | Gi              | Ve              | Sa              | Do              | Lu              | Ma              |                 |                 |
| Maggio          | Me              | Gi              | Ve              | Sa              | Do              | Lu              | Ma              | Me              | Gi              | Ve              | Sa              | Do              | Lu              | Ma              | Me              | Gi              | Ve              | Sa              | Do              | Lu              | Ma              | Me              | Gi              | Ve              | Sa              | Do              | Lu              | Ma              | Me              | Gi              | Ve              |                 |
| Giugno          | Sa              | Do              | Lu              | Ma              | Me              | Gi              | Ve              | Sa              | Do              | Lu              | Ma              | Me              | Gi              | Ve              | Sa              | Do              | Lu              | Ma              | Me              | Gi              | Ve              | Sa              | Do              | Lu              | Ma              | Me              | Gi              | Ve              | Sa              | Do              |                 |                 |
| Luglio          | Lu              | Ma              | Me              | Gi              | Ve              | Sa              | Do              | Lu              | Ma              | Me              | Gi              | Ve              | Sa              | Do              | Lu              | Ma              | Me              | Gi              | Ve              | Sa              | Do              | Lu              | Ma              | Me              | Gi              | Ve              | Sa              | Do              | Lu              | Ma              | Me              |                 |
| Agosto          | Gi              | Ve              | Sa              | Do              | Lu              | Ma              | Me              | Gi              | Ve              | Sa              | Do              | Lu              | Ma              | Me              | Gi              | Ve              | Sa              | Do              | Lu              | Ma              | Me              | Gi              | Ve              | Sa              | Do              | Lu              | Ma              | Me              | Gi              | Ve              | Sa              |                 |
| Settembre       | Do              | Lu              | Ma              | Me              | Gi              | Ve              | Sa              | Do              | Lu              | Ma              | Me              | Gi              | Ve              | Sa              | Do              | Lu              | Ma              | Me              | Gi              | Ve              | Sa              | Do              | Lu              | Ma              | Me              | Gi              | Ve              | Sa              | Do              | Lu              |                 |                 |
| Ottobre         | Ma              | Me              | Gi              | Ve              | Sa              | Do              | Lu              | Ma              | Me              | Gi              | Ve              | Sa              | Do              | Lu              | Ma              | Me              | Gi              | Ve              | Sa              | Do              | Lu              | Ma              | Me              | Gi              | Ve              | Sa              | Do              | Lu              | Ma              | Me              | Gi              |                 |
| Novembre        | Ve              | Sa              | Do              | Lu              | Ma              | Me              | Gi              | Ve              | Sa              | Do              | Lu              | Ma              | Me              | Gi              | Ve              | Sa              | Do              | Lu              | Ma              | Me              | Gi              | Ve              | Sa              | Do              | Lu              | Ma              | Me              | Gi              | Ve              | Sa              |                 |                 |
| Dicembre        | Do              | Lu              | Ma              | Me              | Gi              | Ve              | Sa              | Do              | Lu              | Ma              | Me              | Gi              | Ve              | Sa              | Do              | Lu              | Ma              | Me              | Gi              | Ve              | Sa              | Do              | Lu              | Ma              | Me              | Gi              | Ve              | Sa              | Do              | Lu              | Ma              |                 |